# AEFS
AEFS (от англ. Advanced Encrypted File System — «Продвинутая зашифрованная файловая система») — шифрующая виртуальная файловая система для операционных систем класса OS/2 или UNIX.
Поддерживает популярные криптостойкие алгоритмы шифрования AES и Twofish с ключом до 256 бит включительно. В реализации для OS/2 поддерживает расширенные атрибуты файловой системы. Шифрование и расшифровывание происходят «прозрачно» для пользователя.